# Nymphorgerius transcaucasica
Nymphorgerius transcaucasica är en insektsart som beskrevs av Sidorskii 1938. Nymphorgerius transcaucasica ingår i släktet Nymphorgerius och familjen Dictyopharidae. Inga underarter finns listade i Catalogue of Life.